# Benjamin Dupree
Benjamin Dupree (Filadelfia, 29 gennaio 1992) è un ex giocatore di football americano statunitense che ha giocato come runningback.
Dopo aver giocato per la squadra universitaria dei Citadel Bulldogs ha firmato nel 2015 con i giapponesi Panasonic Impulse.